# Сен-Бернар (Ізер)
Сен-Берна́р (фр. Saint-Bernard) — колишній муніципалітет у Франції, у регіоні Овернь-Рона-Альпи, департамент Ізер. Населення — 632 особи (2011).
Муніципалітет був розташований на відстані близько 480 км на південний схід від Парижа, 100 км на південний схід від Ліона, 21 км на північний схід від Гренобля.

## Історія
До 2015 року муніципалітет перебував у складі регіону Рона-Альпи. Від 1 січня 2016 року належав до нового об'єднаного регіону Овернь-Рона-Альпи.
1 січня 2019 року Сен-Бернар, Сен-Ілер i Сен-Панкрасс було об'єднано в новий муніципалітет Плато-де-Петіт-Рош.

## Демографія
Динаміка населення (INSEE ):
Розподіл населення за віком та статтю (2006):
| Стать | Всього | До 15 років | 15-24 | 25-44 | 45-64 | 65-85 | Понад 85 |
| --- | ------ | ----------- | ----- | ----- | ----- | ----- | -------- |
| Чоловіки | 329    | 119         | 29    | 87    | 70    | 24    | 0        |
| Жінки | 253    | 70          | 4     | 90    | 57    | 32    | 0        |
| \| Статево-вікова піраміда \| Статево-вікова піраміда \| Статево-вікова піраміда \| \| ----------------------- \| ----------------------- \| ----------------------- \| \| Чоловіки \| Вік \| Жінки \| \| 0 \| 85 + \| 0 \| \| 8 \| 80-84 \| 4 \| \| 4 \| 75-79 \| 12 \| \| 8 \| 70-74 \| 8 \| \| 4 \| 65-69 \| 8 \| \| 8 \| 60-64 \| 12 \| \| 12 \| 55-59 \| 4 \| \| 29 \| 50-54 \| 12 \| \| 21 \| 45-49 \| 29 \| \| 21 \| 40-44 \| 12 \| \| 33 \| 35-39 \| 41 \| \| 29 \| 30-34 \| 25 \| \| 4 \| 25-29 \| 12 \| \| 4 \| 20-24 \| 0 \| \| 25 \| 15-20 \| 4 \| \| 49 \| 10-14 \| 12 \| \| 33 \| 5-9 \| 25 \| \| 37 \| 0-4 \| 33 \| |        |             |       |       |       |       |          |
| Статево-вікова піраміда |        |             |       |       |       |       |          |
| Чоловіки | Вік    | Жінки       |       |       |       |       |          |
| 0 | 85 +   | 0           |       |       |       |       |          |
| 8 | 80-84  | 4           |       |       |       |       |          |
| 4 | 75-79  | 12          |       |       |       |       |          |
| 8 | 70-74  | 8           |       |       |       |       |          |
| 4 | 65-69  | 8           |       |       |       |       |          |
| 8 | 60-64  | 12          |       |       |       |       |          |
| 12 | 55-59  | 4           |       |       |       |       |          |
| 29 | 50-54  | 12          |       |       |       |       |          |
| 21 | 45-49  | 29          |       |       |       |       |          |
| 21 | 40-44  | 12          |       |       |       |       |          |
| 33 | 35-39  | 41          |       |       |       |       |          |
| 29 | 30-34  | 25          |       |       |       |       |          |
| 4 | 25-29  | 12          |       |       |       |       |          |
| 4 | 20-24  | 0           |       |       |       |       |          |
| 25 | 15-20  | 4           |       |       |       |       |          |
| 49 | 10-14  | 12          |       |       |       |       |          |
| 33 | 5-9    | 25          |       |       |       |       |          |
| 37 | 0-4    | 33          |       |       |       |       |          |

## Економіка
2010 року серед 405 осіб працездатного віку (15—64 років) 320 були активними, 85 — неактивними (показник активності 79,0%, у 1999 році було 71,2%). З 320 активних мешканців працювало 299 осіб (153 чоловіки та 146 жінок), безробітними було 21 (9 чоловіків та 12 жінок). Серед 85 неактивних 33 особи були учнями чи студентами, 35 — пенсіонерами, 17 були неактивними з інших причин.

У 2010 році в муніципалітеті числилось 225 оподаткованих домогосподарств, у яких проживали 642,5 особи, медіана доходів виносила 23 181 євро на одного особоспоживача